# Virginia Eliza Clemm Poe
Virginia Eliza Clemm Poe (născută Clemm; n. 20 august 1822, Baltimore, America Britanică⁠(d), Regatul Marii Britanii – d. 30 ianuarie 1847, New York City, New York, SUA) a fost soția scriitorului american Edgar Allan Poe. Cei doi au fost veri primari și s-au căsătorit public când Virginia Clemm avea 13 ani, iar Poe  27 de ani. Biografii nu sunt de acord în privinţa relației de cuplu. Deși căsătoria lor a fost din iubire, unii biografi sugerează că s-au văzut unul pe altul mai mult ca un frate și o soră. În ianuarie 1842, ea s-a îmbolnăvit de tuberculoză, starea sa înrăutățindu-se timp de cinci ani. A murit din cauza bolii la 24 de ani în casa familiei⁠(d), în  acea vreme aflată în afara orașului New York. 
Împreună cu alți membri ai familiei, Virginia Clemm și Edgar Allan Poe au locuit împreună mai mulți ani înainte de căsătoria lor. Cuplul s-a mutat deseori, locuind intermitent în Baltimore, Philadelphia și New York. La câțiva ani după nunta lor, Poe a fost implicat într-un scandal  în care au fost implicate Frances Sargent Osgood⁠(d) și Elizabeth F. Ellet⁠(d). Zvonurile despre relațiile amoroase ale soțului ei au afectat-o atât de mult pe Virginia Poe, încât pe patul de moarte a susținut că Ellet a ucis-o. După moartea ei, trupul ei a fost în cele din urmă pus sub același monument memorial ca și soțul ei în Westminster Hall and Burying Ground⁠(d) din Baltimore, Maryland. O singură imagine a Virginiei Eliza Clemm Poe a fost autentificată: un portret în acuarelă pictat la câteva ore după moartea ei. 
Boala și moartea eventuală a soției sale au avut un efect substanțial asupra lui Edgar Allan Poe, care a căzut în deznădejde și a consumat mult alcool pentru a face față. Se crede că lupta ei cu boala și moartea sa i-au afectat poezia și proza, în care femei tinere care decedează apar ca un motiv frecvent, ca de exemplu în „Annabel Lee”, „Corbul” și „Ligeia”. 